# Ed Quinn
Pour les articles homonymes, voir Quinn.
 (août 2016).
Si vous disposez d'ouvrages ou d'articles de référence ou si vous connaissez des sites web de qualité traitant du thème abordé ici, merci de compléter l'article en donnant les références utiles à sa vérifiabilité et en les liant à la section « Notes et références ».

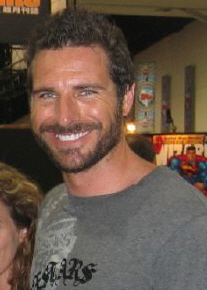

Arthur Edward « Ed » Quinn, né le 26 février 1968, à Berkeley en Californie, est un acteur et mannequin américain. 
Il est essentiellement connu pour avoir tenu les rôles de Nathan Stark dans la série Eureka (2006-2012), Alec Adams dans la série Mistresses (2015-2016) et Randy dans la série 2 Broke Girls (2016-2017).

## Biographie

### Vie privée
Il a trois frères et sœurs Marie, Lizzy et Joseph Quinn.
Il est marié à Heather Courtney, productrice, depuis le 26 août 2011.
Son poète préféré est Constantine P. Cavafy.

## Filmographie

### Cinéma
- 2002 : Beeper : Richard Avery
- 2004 : Starship Troopers 2 : soldat Joe Griff
- 2006 : Hooked : Ed
- 2007 : The Neighbor : Jonathan
- 2010 : The Caller : Steven
- 2010 : The Rainbow Tribe : Sunny
- 2011 : Blood out : Anthony
- 2012 : Werewolf : La Nuit du loup-garou : Charles
- 2014 : Audrey : Pete
- 2014 : The Last Light de Andrew Hyatt : Jack Lewis
- 2015 : Navy Seals: Battle for New Orleans de Stanton Barrett : Lt. Pete Cunningham
- 2019 : Grand-Daddy Day Care de Ron Oliver : Jack Quartermaine
- 2019 : The Last Summer de William Bindley : le père de Griffin
- 2020 : American Pie Présente : Girls Power (American Pie Presents: Girls' Rules) de Mike Elliott : Kevin
- 2025 : Shadow Force de Joe Carnahan : Reggie Quinn

### Télévision
| Année          | Titre                                          | Röle                             | Notes                                                                       |
| -------------- | ---------------------------------------------- | -------------------------------- | --------------------------------------------------------------------------- |
| 1999           | V.I.P.                                         | Jeff                             |                                                                             |
| 2000           | Young Americans                                | Finn                             |                                                                             |
| 2000           | Dharma et Greg                                 | Stavros                          |                                                                             |
| 2001           | Jack and Jill                                  | Peter McCray                     |                                                                             |
| 2001–2002      | Preuve à l'appui                               | Tyler                            |                                                                             |
| 2003           | Life with Bonnie                               | Rock Benson                      |                                                                             |
| 2004           | JAG                                            | Simon                            |                                                                             |
| 2004           | It's All Relative                              | Brad                             |                                                                             |
| 2004           | According to Jim                               | Doug                             |                                                                             |
| 2004           | Les Experts                                    | Tom Cunningham                   |                                                                             |
| 2005           | House of the Dead 2: Dead Aim                  | Lt. Jake Ellis                   |                                                                             |
| 2005           | Jake in Progress                               | Dakota                           |                                                                             |
| 2005           | Ce que j'aime chez toi                         | Jack                             |                                                                             |
| 2005–2006      | Les Experts : Manhattan                        | Frankie Mala                     |                                                                             |
| 2006           | Cuervo Black Medallion tequila (TV commercial) | Bartender                        |                                                                             |
| 2006–2008 2010 | Eureka                                         | Nathan Stark                     | 31 épisodes - Apparaît furtivement dans l'épisode final de la série en 2012 |
| 2008           | Ketel One (TV commercial)                      | Man in bar                       |                                                                             |
| 2008           | Living with Abandon                            | Mitch                            |                                                                             |
| 2008           | One Hogan Place                                | ADA Nick Poulos                  |                                                                             |
| 2009           | True Blood                                     | Stan (Vampire)                   |                                                                             |
| 2010           | Desperate Housewives                           | Brent Ferguson                   |                                                                             |
| 2010           | Béhémoth, la créature du volcan                | Thomas Walsh                     |                                                                             |
| 2011           | NCIS : Los Angeles                             | Steve Brenner / Justin Marchetti |                                                                             |
| 2012           | Castle                                         | Gabriel Winters                  | saison 5 épisode 6                                                          |
| 2015           | Faking It                                      | Hank                             | 3 épisodes                                                                  |
| 2015           | Revenge                                        | James Allen                      | 6 épisodes                                                                  |
| 2016-2017      | 2 Broke Girls                                  | Randy                            | saisons 5 et 6 - 19 épisodes                                                |
| 2015-2016      | Mistresses                                     | Alec Adams                       | 12 épisodes                                                                 |
| 2017           | NCIS : New Orleans                             | Ethan McKinley                   | saison 3 épisode 18                                                         |
| 2018-2019      | Au fil des jours                               | Max Ferraro                      | 7 épisodes                                                                  |
| depuis 2019    | The Oval : Intrigues à la Maison Blanche       | Président Franklin               | rôle principal                                                              |

## Voix francophones
En France, Ed Quinn a été régulièrement doublé par Thierry Ragueneau jusqu'en 2012. C'est désormais Cyrille Monge qui lui prête sa voix sporadiquement.